# 罗芳伯
羅芳伯（荷蘭語：De thaiko Lo Fong-phak；英語：Lo Fong Pak，1738年—1795年），原名芳柏，出生於廣東省嘉应州石扇堡（Sak-san-po），客家人，為世上首名華人總統，亦是蘭芳共和國的立國者。

## 南渡
1772年（清乾隆三十七年），羅芳伯因鄉試不第，「乃懷壯遊之志」，與百餘名親戚朋友经虎门出海，前往婆羅洲。羅氏亦作〈遊金山賦〉，以記述其事。

當時婆羅洲已經有不少的華人在此居住。最早羅芳伯以教書爲業，但是因為羅芳伯文化背景高、有膽識並懂武術，不但能夠團結華人，又能與當地土人合作，深受當地土著以及華僑的擁戴。羅芳伯因為有較高的文化素質和出眾的組織才能，在坤甸一帶華人中享有很高的威信，所以被各地同鄉會推舉為領袖。但是當時婆羅洲島上不但有七個採礦公司之間互相爭鬥，外部又有爪哇島的荷蘭東印度公司的武裝入侵，羅芳伯便積極聯絡蘇丹和當地土著頭人，成立華人與當地民衆相結合的軍隊，兩次擊退荷蘭軍隊，取得了東萬律的管轄權。羅芳伯曾与坤甸素檀联合出兵平乱。苏丹为此备酒设宴庆贺。温雄飞在《南洋華僑通史·羅芳伯传》中，對於此事有如下記述：
越土人谋叛，苏丹筹备军费，遗羅芳伯征之。芳伯乃用明修栈道，暗度陈仓之设，果大捷，土人死伤甚众。苏丹得报大喜，及置酒作乐，为芳伯寿，席间举酌掀起而言曰：居有大动劳我族，顾约为兄弟，世世子孙，毋相忘也。芳伯唯之。
羅芳伯原配梅縣李氏，繼配婆羅洲達雅族人。

## 建國
1777年，羅芳伯根據當地人民的意見，以東萬律爲首府，著手建立蘭芳公司，並組織蘭芳大總制共和國。羅芳伯稱「大唐總長」，敬稱爲芳伯。

## 政績
羅芳伯在任內期間，領導人民改進農耕技術、並且擴大礦產的開採，發展交通事業，同時創辦學校，建立全民皆兵，組織青壯年參加軍事訓練，平時務工、務農、經商，戰時集結打仗，並設有兵工廠，製造槍炮，建立鞏固的防務，並且與中國有貿易上的往來。蘭芳共和國成立19年（1795年）後，羅芳伯因病在坤甸逝世，終年58歲，臨終前他推薦有功績且武藝超群的江戊伯繼任，保證了政局的平穩。

## 相關古跡
羅芳伯等人所建立的業績，一直爲後人所敬仰，東萬律有紀念他的芳伯公學，坤甸有羅芳伯紀念廳和墓園，其家鄉梅縣石扇梅北中學內有羅芳伯紀念堂。

### 引用
1. ↑  漢字：太哥。來源：蘭芳公司歷代年冊 Groot, J.J.M. (1885), Het Kongsiwezen van Borneo: eene verhandeling over den grondslag en den aard der chineesche politieke vereenigingen in de koloniën, The Hague: M. Nijhof.Page 54
2. 1 2  Groot, J.J.M. (1885), Het Kongsiwezen van Borneo: eene verhandeling over den grondslag en den aard der chineesche politieke vereenigingen in de koloniën, The Hague: M. Nijhof.
3. ↑  羅香林. . 香港: 中國學社. 1961: 頁33、42–43 （中文）.
4. ↑  . 《星洲日報》. （原始内容存档于2016-05-05） 使用|archiveurl=需要含有|url= (帮助). 蓋聞金山之勝地，時懷仰止之私衷。地雖屬蠻夷之域，界仍居南海之中。歲值壬辰，節界應鐘。登舟自虎門而出，南征之馬首是東。 |chapter=被忽略 (帮助);
5. ↑  温雄飞. . 上海: 東方印書館. 1929年.
6. ↑  赵池凹. . 《文摘周报》 (中国网). 2006年1月27日  [2014年9月21日]. （原始内容存档于2016年12月14日）.